# Маркелов, Михаил Юрьевич
Михаи́л Ю́рьевич Марке́лов (род. 5 декабря 1966 года) — российский журналист и политик, депутат Государственной думы четвёртого и шестого созывов, тележурналист, брат убитого адвоката Станислава Маркелова.
Окончил АНО ВПО Академический Международный Институт в Москве. Учился в 1989 году на факультете журналистики МГУ им. Ломоносова, но не окончил.

## Журналистика
- С 1989 года — корреспондент радиостанции «Маяк»
- С 1990 года — автор и корреспондент программы «Взгляд», «Взгляд из подполья»
- В 1991—1994 годах — автор и корреспондент телевизионной программы «Политбюро»
- В 1994—2001 годах — автор и ведущий телевизионной программы «Совершенно секретно»
- С 27 мая 2001 года по 9 августа 2006 года — автор, ведущий и руководитель телевизионной программы «Наша версия. Под грифом Секретно» на ТВМ/Третьем канале и на ТВ Центр.

За время работы на телевидении Михаил вёл репортажи из многих «горячих» точек: Абхазии, Афганистана, Израиля, Ирака, Ирана, Нагорного Карабаха, Колумбии, Крыма, Северного Курдистана, Северной и Южной Осетии, Палестины, Приднестровья, Сомали, Таджикистана, Чечни, Югославии. Работал в лагерях Шамиля Басаева, Салмана Радуева, Ахмеда Закаева. В Афганистане две недели снимал очередной выпуск программы «Совершенно секретно» на базе Ахмада Шаха Масуда.
Во время захвата заложников в Беслане Маркелов оказывал содействие работе оперативного штаба, помогал медикам и сотрудникам спецподразделений МВД и ФСБ выводить раненых и детей из захваченной террористами школы.
В Чечне действовал как военный репортёр во время спецмероприятий отряда по борьбе с терроризмом ФСБ России.
Его фильм «Сомали: Возвращение в затерянный мир» получил высшую награду крупнейшей мировой телекомпании ABC.
Маркелов — постоянный участник политических ток-шоу на российских государственных телевизионных каналах.

## Политическая деятельность
С 24 июля 2004 года по декабрь 2007 года — депутат Государственной Думы Федерального Собрания РФ четвёртого созыва от избирательного объединения «Родина». Депутатом Михаил Маркелов стал после прекращения депутатских полномочий Виктора Геращенко, избранного от блока «Родина». Маркелов был следующим зарегистрированным кандидатом от блока «Родина» и стал депутатом в соответствии с действующим законодательством о выборах.
В Государственной Думе стал членом фракции «Справедливая Россия — „Родина“ (народно-патриотический союз)». Был членом Комитета Госдумы по безопасности.
Был лидером Тверского регионального отделения партии «Справедливая Россия» до мая 2010 года, 28 мая 2010 года на этот пост был избран Вячеслав Григорьев.
Был кандидатом на должность мэра Твери на выборах от «Справедливой России», состоявшихся 2 декабря 2007 года, на которых занял третье место, получив 9,03 % голосов избирателей.
Работал в полномочном представительстве по Северо-Кавказскому федеральному округу при А. Хлопонине, занимался консолидацией терского казачества.
С 4 декабря 2011 года полномочный депутат Государственной Думы ФС РФ VI созыва. Избран в составе федерального списка кандидатов, выдвинутого Всероссийской политической партией «ЕДИНАЯ РОССИЯ».
В марте 2014 года в ответ на письмо американских сенаторов Марка Кёрка и Дэна Коутса, потребовавших не пускать сборную России на чемпионат мира по футболу и перенести ЧМ-2018 из Москвы в другое место из-за Аннексии Крыма Российской Федерацией вместе с однопартийцем Александром Сидякиным Маркелов направил президенту ФИФА Йозефу Блаттеру предложение лишить сборную США по футболу права участвовать в чемпионате мира 2014 года за нарушение 3-й статьи устава ФИФА, запрещающей любую дискриминацию в отношении страны, человека или группы людей. Такое нарушение наказывается приостановкой членства в организации или исключением из неё. Депутаты напомнили, что «американская военная агрессия в отношении Югославии, Ирака, Ливии, попытки захватить и оккупировать Сирию, а также случаи нарушения прав человека во всем мире, выявленные Эдвардом Сноуденом» подпадают под формулировку данной статьи. Письмо российских депутатов зеркально копировало мотивировки американских конгрессменов, ссылавшихся на югославский прецедент, когда сборная этой страны была отстранена от участия в чемпионате Европы 1992 года и чемпионате мира 1994 года.
После трагических событий в Одессе, когда при разгроме «Куликова поля» и поджоге Дома профсоюзов 2 мая 2014 года погибло свыше 50 и пострадало порядка 200 человек, Маркелов заявил, что руководство Украины преступно и его нужно судить в международном суде. По его мнению, все легитимные дипломатические шаги по урегулированию кризиса, который перерос в войну, были исчерпаныl.
В декабре 2014 года Маркелов инициировал изменения в законодательстве, предусматривающие дополнительные меры защиты профессиональной деятельности журналистов как представителей одной из наиболее опасных профессий. Он напомнил, что в 2014 году на боевом посту во всём мире погибло 44 журналиста, в том числе на Украине — шестеро, из них пятеро российских. В России с 1993 года пострадали от насилия более 140 представителей СМИ.
В настоящее время (2019 год) — советник руководителя фракции «Единая Россия» в Государственной Думе.

## Награды
- Медаль ордена «За заслуги перед Отечеством» II степени (12 июня 2013 года) — за большой вклад в развитие российского парламентаризма и активную законотворческую деятельность[10]

## Книги
- Война за кадром. Профессия — русский журналист (2004)